# مطار الدخيلة

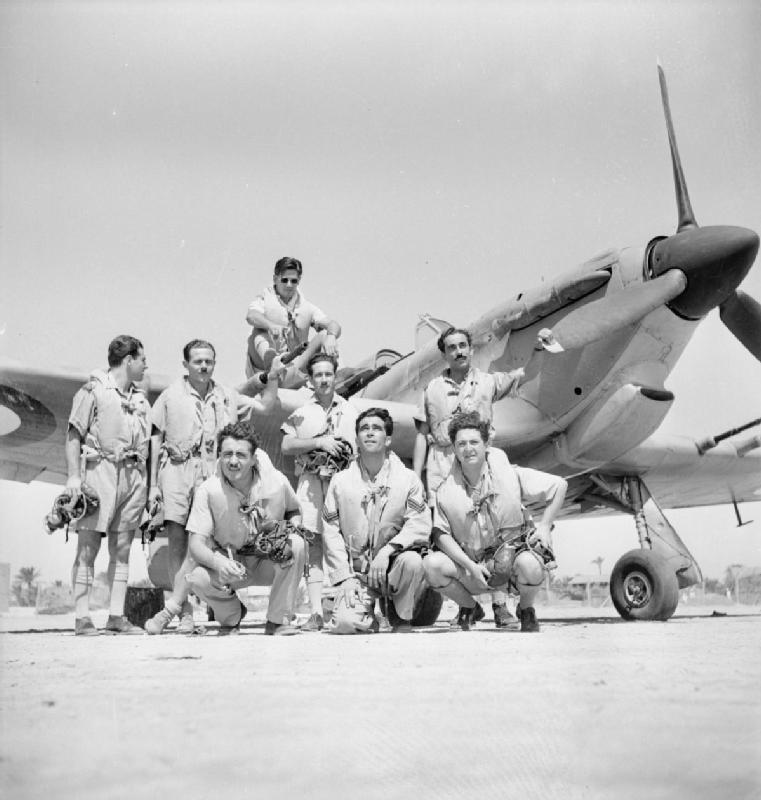
الطيارون اليونانيون لسرب رقم 335 لسلاح الجو الملكي أمام الإعصار الثاني (تروب) في ديكيلا عام 1942

مطار الدخيلة هو تسمية أطلقتها البحرية الملكية لمطار الإسكندرية قبل الحرب العالمية الثانية، والمعروف باسم الدخيلة، وتم استخدامه في الحرب العالمية الثانية كقاعدة شاطئية لطائرات الأسطول الجوي (FAA). ويتم إعطاء الإحداثيات كما 31°08′0″N 29°48′0″E / 31.13333°N 29.80000°E المعروف أيضًا باسم LG-34، ويعاد ترقيمه باسم LG-235.